# Žemaitė
Julija Beniuševičiūtė-Žymantienė, mieux connue sous le pseudonyme de Žemaitė (que l'on peut traduire par Samogitienne), née le 4 juin (23 mai du calendrier julien) 1845 à Bukantė, près de Plungė, et morte le 7 décembre 1921 à Marijampolė est une écrivaine lituanienne. Née d'une noblesse appauvrie, elle devient l'un des protagonistes du renouveau national lituanien. Elle écrit sur la condition paysanne dans un style le mieux décrit comme réaliste.

## Biographie

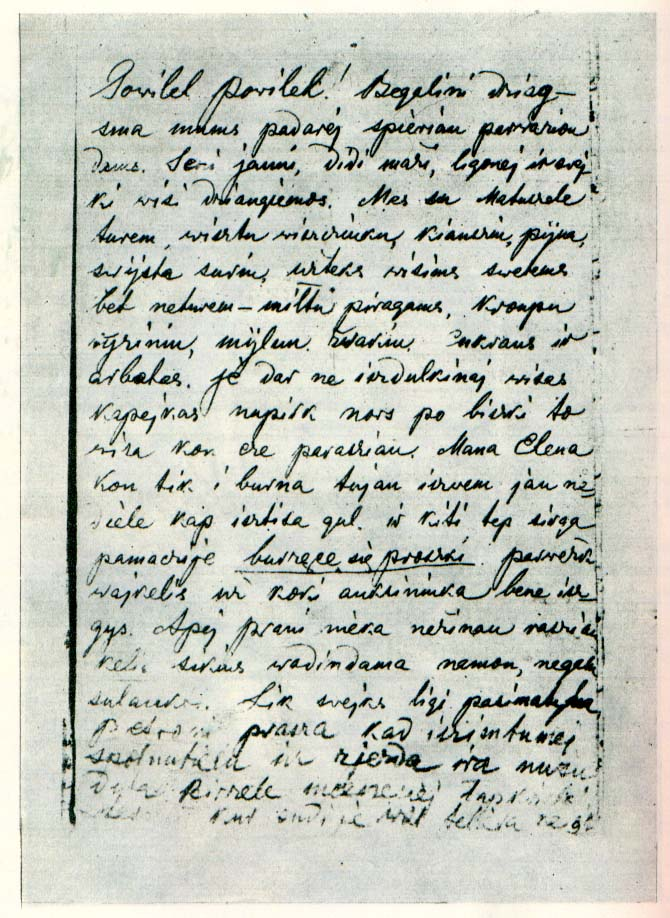
Notes de Žemaitė

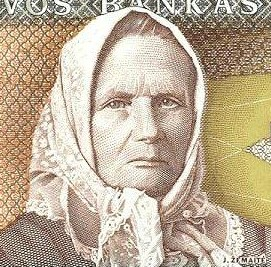
Portrait de Žemaitė sur le billet de 1 litas.

Žemaitė est née dans un manoir éloigné dans la subdivision de Kovno de la Russie impériale. Enfant, ses parents lui interdisent de jouer avec les enfants des serfs ou d'apprendre le lituanien. Comme beaucoup de nobles lituaniens, ses parents connaissent une polonisation et dévalorisent ainsi la langue lituanienne. Toutefois, Žemaitė apprend le lituanien et gagne par la même occasion une affection de la part de la classe populaire. Elle comprend alors le fardeau du servage et la misère dans laquelle certaines familles vivent. Cette perspective l'influence dans la majorité de son travail. N'ayant pas reçu d'éducation officielle, elle apprend par elle-même grâce aux livres qu'elle lit.
Elle soutient fortement l'insurrection polonaise de 1861 à 1864 et peu après, elle épouse un participant actif du soulèvement, Laurynas Žymantas, qu'elle rencontre dans le village de Džiuginėnai où ils sont tous les deux employés. Pendant les vingt années suivantes, Žemaitė travaille à la ferme, se consacre à l'éducation de ses enfants et lutte contre la pauvreté. En 1883, la famille déménage vers un village près de la ville d'Užventis. Elle prend contact avec Povilas Višinskis qui lui fournit différents périodiques lituaniens (Aušra, Varpas, Apžvalga) et qui l'encourage à écrire et participer au renouveau national de Lituanie. Sa première publication, Rudens vakaras (que l'on peut traduire par Soir d'automne) est publiée dans un calendrier en 1895. Višinskis et le linguiste Jonas Jablonskis l'aident, lui donnent des conseils et éditent ses publications, ce qui contribue au talent de Žemaitė.
En 1912, elle déménage à Vilnius où elle travailla comme administratrice et dans l'équipe éditoriale de plusieurs publications. Durant la Première Guerre mondiale, elle émigre vers la Russie et, par la suite, vers les États-Unis, où son fils Antanas vit depuis plusieurs années. Là-bas, elle donne des cours à différentes organisations américano-lituaniennes, collecte des fonds pour les victimes de la guerre et écrit des articles pour la presse locale. En 1921, elle retourne en Lituanie et meurt la même année.
Elle figure sur le billet d'1 litas, avant que les billets d'1 litas soient remplacés par des pièces en 1998. Elle est d'ailleurs la seule femme représentée sur les billets de litas.

## Sources
- (en) Cet article est partiellement ou en totalité issu de l’article de Wikipédia en anglais intitulé « Žemaitė » (voir la liste des auteurs).
- "Žemaitė". Encyclopedia Lituanica VI (1970-1978). Ed. Simas Sužiedėlis. Boston, Massachusetts: Juozas Kapočius, 307-309.